# Liebe deine Nächste!
Liebe deine Nächste! ist ein deutsches Filmdrama aus dem Jahr 1998. In dem von Detlev Buck geschriebenen und inszenierten Kinofilm spielen Lea Mornar, Heike Makatsch und Moritz Bleibtreu die Hauptrollen.

## Handlung
Josefine und Isolde, zwei Leutnants der Heilsarmee, kommen nach Berlin, um den Pennern mit „Suppe, Seife und Seelenheil“ zu helfen. Sie wollen aus ihnen wieder respektable Menschen machen und Liebe und Hoffnung verbreiten. Dazu säubern sie zunächst einmal das heruntergekommene Obdachlosenheim und überreden die Männer und Frauen, nach langer Zeit wieder einmal zu duschen. Alkohol und Betteln werden verboten. Alles habe sich verändert, nur das Essen sei gleich schlecht geblieben, murren einige Männer. Mit ein paar von ihnen, die halbwegs auf Instrumenten spielen können, ziehen Josefine und Isolde durch die Straßen und machen Musik.
Der Lärm stört den Unternehmensberater Tristan Müller, der gerade in einem Restaurant mit drei Abteilungsleitern einer Firma frühstückt und ihnen erklärt, dass die Hälfte ihrer Belegschaft entlassen werden müsse. Durch die intensivere Nutzung der elektronischen Datenverarbeitung sei das ohne weiteres möglich. Tristan Müller schickt seinen Adlatus Lutz hinaus, der versucht, die Kapelle der Heilsarmee mit einem Hundertmarkschein zum Schweigen zu bringen. Wütend marschiert Leutnant Josefine in das Restaurant und wirft Tristan Müller den Geldschein hin: Sie lasse sich nicht kaufen! Isolde, die ihr gefolgt ist, geht jedoch auf Müllers Vorschlag ein und setzt für eine Hundert-Mark-Spende ihre Haube ab.
Bald darauf kommt der Yuppie in das von der Heilsarmee betreute Obdachlosenheim. Mit 10 000 Mark könnte man aus dem Haus schon etwas machen, sagt er zu Josefine. Da klettert sie neugierig von ihrer Leiter herunter. Müller will sich mit ihr verabreden, doch sie ziert sich.
Als Isolde fragt, was der Unternehmensberater gewollt habe, behauptet Josefine, er habe sich mit ihr verabredet, um über eine 10 000-Mark-Spende zu reden. Für das viele Geld könnten sie auch nochmals ihr Haar zeigen, meint Isolde. Da sich Josefine weigert, allein zu dem Treffen zu gehen, begleitet Isolde sie in das Restaurant. Nach einiger Zeit verabschiedet sie sich. Tristan Müller bietet Josefine Wein an, doch ein Leutnant der Heilsarmee darf keinen Alkohol trinken. Im Scherz fragt er, ob sie bereit sei, in sein Hotel mitzukommen – und ist verblüfft, als sie darauf eingeht. „Das ist uns nicht verboten.“ Aber den Zimmerschlüssel hat bereits Liz geholt, eine attraktive Angestellte des Unternehmens, das Tristan Müller gerade berät. Und ein anderes Zimmer ist nicht frei.
Nachdem Müller durch menschenverachtende Tests die „Spreu vom Weizen“ getrennt hat und klar ist, wer seinen Arbeitsplatz verliert und wer bleiben darf, lässt er seine Abreise vorbereiten. Zuvor schickt er Josefine einen Geschenkkarton mit Rosen und 10 000 Mark in bar. „Zum Abschied“ steht auf dem beigefügten Kärtchen. Josefine eilt in das Hotel. Diesmal geht sie mit Tristan Müller ins Bett. Danach meint er trocken: Für 100 Mark habe sie sich nicht kaufen lassen, für 10 000 Mark schon. Weinend läuft sie zurück ins Obdachlosenheim.
Isolde und Josefine beschließen, die 10 000 Mark auf den Kopf zu hauen, und laden ihre Schützlinge in ein gutes Restaurant ein. Obwohl sie reserviert haben und offenbar auch die Rechnung bezahlen können, will man sie dort nicht bedienen. Erst als Tristan Müller dazukommt, mit dem Geschäftsführer spricht und die Gruppe einlädt, verteilen die Kellner Speisekarten. Klar, dass das Essen im Tumult endet. Schließlich zwingt Josefine Tristan Müller mit vorgehaltener Pistole, die Rechnung zu bezahlen. Funkstreifen mit heulenden Sirenen fahren vor. Die Beamten, die mit angelegten Gewehren in Position gehen, wundern sich, als zwei weibliche Leutnants der Heilsarmee aus dem Restaurant kommen.
Am Ende verabschieden sich Isolde und Josefine im Obdachlosenasyl und reisen in die nächste Stadt.

## Kritik
„Unentschlossen zwischen Melodram und Komödie, Moritat und urbanem Bilderclip schwankend, läßt der enttäuschende Film weder eine inhaltliche Absicht noch einen sonderlichen Unterhaltungswert erkennen, verliert sich vielmehr in der selbstverliebten Koketterie mit (Vor-)Urteilen über die vermeintliche ‚Schlechtigkeit der Welt‘.“

„Der verkorkste Film kommt über das Niveau eines ambitionierten Tiefschlags freilich nicht hinaus.“

## Trivia
Der Soundtrack zum Film It’s Hurting for the First Time stammte von der deutschen Synthie-Pop-Band Wolfsheim. Wie beim Film führte Buck auch hierbei Regie.